# Heinrich Winkler (filolog)
Heinrich Winkler, född den 28 september 1848 i Oppeln, död den 16 oktober 1930 i Breslau, var en tysk språkforskare.
Winkler, som var titulärprofessor i Breslau, sysslade i många skrifter med framför allt de uralaltaiska språken, vilkas samhörighet han ivrigt förfäktade: Uralaltaische Völker und Sprachen (1884), Das Uralaltaische und seine Gruppen (1885), Der uralaltaische Sprachstamm, das Finnische und das Japanische (1909), Samojedisch und Finnisch (i "Finnisch-ugrische Forschungen" XII-XIII, 1912-13) med flera. Nämnas kan även Germanische Casussyntax (1896) och Die Sprache der zweiten Columne der dreisprachigen Inschriften und das Altaische (samma år). 